# フェアリーテイル (ゲーム)
『フェアリーテイル』 (Fairytale) は、1989年4月28日にソフトプロから発売されたファミリーコンピュータ ディスクシステム用のゲームソフトである。

## 概要
『ブリーダー』（1986年）や『19（ヌイーゼン）』（1988年）といった、マニアックなシミュレーションゲームを送り出していたソフトプロが最後に発売したファミリーコンピュータ用ソフト。おとぎ話めいたかわいらしい雰囲気とは裏腹に、『19（ヌイーゼン）』から引き継がれた半リアルタイム方式のバトル面が非常に高い難易度であった。

## ゲーム内容

### システム
14×10マスのフィールド面を基本としてゲームが進行する。フィールド面は味方の行動フェイズと敵の行動フェイズを交互に繰り返すシステムで、いわゆるターン制。味方ユニットと敵ユニットが同じフィールド面のマス目に重なったときに戦闘が発生し、バトル面に移行する。バトル面では、POWまたはHPが0になったユニットは戦闘続行不能となり、戦闘終了後に所属する家またはキャンプに強制退去させられ、数フェイズの間、行動不能となる。フィールド面で味方のユニットが以下のどちらかの条件を満たせは、そのキャンプを潰すことができる。
- 敵ユニットがいない敵キャンプ上に移動する
- 敵キャンプ上に移動し、発生した戦闘で敵ユニットを全て戦闘続行不能にする

逆のことを敵ユニットが行えば、味方の家が潰されてしまう。味方の家が潰されないよう戦闘で敵ユニットを追い払いつつ攻め込んで行き敵キャンプを潰すのが、ゲームの大筋となる。

### フィールド面
フィールド面は14×10マスで構成されている。味方ユニットは青の●、敵ユニットは赤の●でフィールド上に表示される。ひとつのマス目には味方のユニットを3ユニットまで重ねる（＝スタッグする）ことができる。また重ねたままで移動することが可能で、これはいわゆるパーティと考えてよい。
フィールド面での進行はターン制で、自分のフェイズで味方ユニットをそれぞれ全て行動させ、それが終われば敵のフェイズとなる。味方ユニットと敵ユニットが同じフィールド面のマス目に重なったときに戦闘が発生し、バトル面に移行する。バトル面で敵ユニットを全員戦闘続行不能にさせると、フィールド面のそのマス目にそのまま居座ることができる。引き分けの場合は、攻め込まれた側がそのマス目に居座り、攻め込んだ側はひとマス下がった位置に退却する。移動終了地点に敵キャンプがあった場合、キャンプを潰すことができる。なお、フィールド移動時に敵ユニットを乗り越えることはできない。
フィールド面には味方ユニット、家、敵ユニット、敵キャンプが表示されるが、PM9:00～AM3:00のフェイズの間は夜になり、味方ユニットに近接している敵ユニット、敵キャンプしか見えなくなる。

### バトル面
バトル面は六角形のHEXマップで構成されており、戦闘が発生したフィールド画面のマス目の種類（野原・川・泉など）に応じたHEXマップで戦闘が行われる。バトル面での進行は「半リアルタイム方式」となっている。半リアルタイム方式とは、「2歩進んで右前に小石を投げる」「左を向いて3歩下がりつつ剣を振る」などといった各ユニットの行動計画を決定した後、敵味方の全ユニットが計画に従い一斉に行動する仕組み。ユニットへの理解力や敵ユニットの行動パターンを把握・予想する力が大きく求められる。この半リアルタイム方式の戦闘での敵ユニットとの読み合いが、本作の一番の醍醐味となる。この時代のゲームには珍しくリプレイ機能があった。
ユニットの行動には6種類あり、それぞれ移動力（＝MV）を消費する。ユニットが乗っているHEXマップ（砂地や川など）に応じて、通常より多く移動力を消費する場合もある。各味方ユニットの特殊能力（＝CPA）のランクに応じて、様々な消費移動力を低減できるようになる。

#### 行動の種類
- 前進
- 後退
- 待機
- 右回転
- 左回転
- 直接攻撃
- 間接攻撃

直接攻撃
剣や棍棒といった近距離の武器による攻撃。ユニットの移動力から1引いた分で移動計画を行い、移動中に敵ユニットがアタックレンジ内に入ったとき、直接攻撃行動を行う。ダメージは比較的高く、味方ユニットへの同士討ちもないため使いやすいが、敵ユニットに接近するので攻撃を受けやすい側面もある。
間接攻撃
「投射武器」と「投げ上げ武器」の2種類がある。投射武器は小石や弓矢などで、水平に発射するため発射から消滅までどの地点でも接触すればダメージとなるが、威力は小さく障害物に接触すると消えてしまう短所がある。投げ上げ武器は爆弾などで、着弾地点だけでしか威力を発揮しないため初期は使い勝手が悪いが、与えるダメージは大きく、上位武器になると着弾範囲が広がり、俄然使いやすさが増す。ただし、間接攻撃は両種類とも、味方ユニットに当たった場合にも被害を及ぼしてしまう。

## 設定

### ストーリー
小さな、小さな村の周りには川、泉、野原など大自然がいっぱい。村は裕福ではなかったけれど子供達は自然に包まれるように元気に育っていました。ところが、そんなある日、どこからともなく現れた「ぶた」に子供達の遊び場になっている泉を占領されてしまいました。そこで、子供達は力を合わせてぶたを退治しようと決めたのです。

### ステージ構成
ゲームは以下の全5章で構成されている。
1. 第一章「ぶたがせめてきた」
2. 第二章「わ～！　きょうりゅうだ」
3. 第三章「なぞのぐんだん」
4. 第四章「続ぶたがせめてきた」
5. 終章 「ほしがおちた日」

各章とも、敵のキャンプを全て潰し、全ての敵ユニットをフィールド上から追い出せばクリアとなる。逆に、主人公の家が敵ユニットに潰されればゲームオーバー。RPG的な成長の要素も取り入れられており、各章のクリア時に、戦い方に応じて各味方ユニットのステータスが成長する。成長をおろそかにすると、後半の章では手の打ちようがない苦戦を強いられるので、意識的にユニットを成長させなければならなかった。時間の概念があり、夜間は敵ユニットの位置を把握しづらくなるため、ゲームの難易度を押し上げている。

## スタッフ
- プログラム：おかむらきよし
- 音楽：松尾泰伸、おがわかつや、おおさわよしたか
- サンクス：まつもとけいじ、まるおかよしたか

## 評価
- ゲーム誌『ファミコン通信』の「クロスレビュー」では、5・6・7・5の合計23点（満40点）となっている[4][1]。 レビュアーの意見としては、「ややこしくなりがちなシミュレーションゲームを、やさしく楽しくしようとするソフトプロの姿勢には頭が下がる。（中略）新鮮さはあんまないけどね」などと評されている[4]。

- ゲーム誌『ファミリーコンピュータMagazine』の読者投票による「ゲーム通信簿」での評価は以下の通りとなっており、14.55点（満25点）となっている[2]。

| 項目 | キャラクタ | 音楽 | 操作性 | 熱中度 | お買得度 | オリジナリティ | 総合  |
| 得点 | 3.00       | 2.89 | 2.65   | 2.94   | -        | 3.07           | 14.55 |

- ゲーム誌『ユーゲー』では、「ユニットを個別に動かして進めていくのではなくて、ターンの最初に『全員に』命令を与えて経過を見守る、という動作を繰り返し、どちらかが全滅するまで戦う（プロット型SLGと呼ばれている）構成となっていて、攻撃方法は格闘と射撃に大別される」、「このプロット型戦闘フェイズがすごく新鮮に見え、本当に80年代の作品だったのかと目を疑いたくなる」、「移動フェイズが相互型で戦闘フェイズがプロット型という珍しい構成のSLG」と評している[3]。